# Ovaginella decaryi
Ovaginella decaryi is een slakkensoort uit de familie van de Marginellidae. De wetenschappelijke naam van de soort is voor het eerst geldig gepubliceerd in 1920 door Bavay.